# Khader Abu-Seif
Khader Abu-Seif (en árabe: خضر أبو سيف‎; en hebreo: חאדר אבו סייף‎; 1988) es un redactor publicitario palestino conocido por su activismo en defensa de los derechos LGBT.

## Trayectoria
Khader Abu-Seif nació en 1988 en el seno de una prominente familia musulmana de la ciudad israelí de Jaffa. Sus abuelos crecieron como palestinos antes de la formación del Estado de Israel. Abu-Seif se crio en la ciudad israelí de Jaffa y es ciudadano árabe de Israel.
Trabaja como redactor para Time Out Tel Aviv. Fue uno de los tres activistas árabes homosexuales que aparecen en el documental Oriented, una coproducción de Israel y Reino Unido de 2015 que muestra la vida de tres amigos palestinos gais con identidades nacionales y sexuales enfrentadas. Crearon el movimiento no violento de resistencia cultural Qambuta, que lucha por la igualdad de género y de nacionalidad. 
En marzo de 2016, Abu Seif formó parte de "Celebration #109", una exposición realizada por el fotógrafo Xavier Klaine en la que retrata a personas envueltas en banderas israelíes y palestinas.